# Zlatá mince
Zlaté mince jsou mince vytvořené zcela nebo částečně ze zlata. Od počátku sloužily jako oběživo, v současnosti jsou raženy zejména jako sběratelské mince.
V dřívějších dobách byly mince vyráběny ze zlata zejména proto, že hodnota zlata příliš nekolísala a držela se v malém rozmezí mezi nákupní a prodejní cenou.
Zlaté mince, které splňují zákonem dané standardy, jsou osvobozené od DPH.

## Historie
První zlaté mince byly raženy na území starověkého Řecka – v Anatolii v 7. st. př. n. l. Zlato bylo v Řecku pro ražbu ovšem využíváno jen ojediněle, v době, kdy se snižovala zásoba stříbra. Nejvíce zlata v té době vlastnila Perská říše. Za vlády Dareia I. byly raženy zlaté mince, tzv. dareiky. Některé z nich se dokonce zachovaly do dneška. Římská říše, podobně, jako Řecko, držela zlato pouze v rezervách. První římské zlaté mince byly vyraženy v roce 215 př. n. l., aby pomohly financovat 2. punskou válku proti Kartágu. Od 2. do 1. st. př. n. l. dostali římští vojevůdci právo razit zlaté mince, aby mohli vyplácet vojáky. Tak vznikly první velkoražby římských zlatých mincí. Tyto mince dostaly název zlatý aureus.
První zlatá mince ražená ve středověku na českém území byl zlatý florén (český dukát) o váze přibližně 3,5 g. Florény se začaly razit roku 1325 za vlády Jana Lucemburského v jílovských a kašperských dolech. Vývoz mincí byl výhodnější než export zlatých slitků či šperků a přinášel králi vysoký zisk. Ražbu florénů díky mincovní reformě vystřídala ražba zlatých dukátů.
V roce 1933 byly v USA nařízením prezidenta Franklina Delano Roosevelta všechny oběžné zlaté mince roztaveny a následně uloženy ve Státním depozitáři drahých kovů v pevnosti Fort Knox. Prezident Roosevelt se tímto zvyšováním zlatých rezerv snažil zabránit hospodářské krizi. V novodobých dějinách se se zlatými mincemi setkáme hlavně u sběratelských mincí, které jsou pravidelně emitovány centrálními bankami.

## Sběratelské mince
Je mnoho faktorů, které ovlivňují hodnotu zlatých sběratelských mincí. Například limitace edice, stáří mince, zachovalost, téma.
V roce 2002 byl v aukční síni Sotheby's v New Yorku vydražen vzácný Double Eagle 1933 za rekordních 7 590 020 dolarů. Tento prodej z něj udělal nejhodnotnější minci, která byla kdy prodána. Mince se jmenuje Double Eagle neboli dvojitý orel, protože její nominální hodnota představuje dvojnásobnou cenu, jakou v době ražby stálo zlato. Za vysokou cenu dražby může právě nařízení z roku 1933, jelikož se díky němu zachovalo jen několik Double Eaglů z tohoto roku, tím pádem výrazně nabyly na hodnotě.
V roce 2007 vyrobila Kanadská královská mincovna 100 kilovou zlatou minci s nominální hodnotou 1 000 000 dolarů, přestože byl obsah zlata v minci v hodnotě přes 2 miliony. Mince měří v průměru 50 centimetrů a je 3 centimetry hrubá. Unikátní zlatá mince byla vyrobena jen proto, aby propagovala novou řadu mincí – Kanadských javorových listů. Na žádosti zájemců však byly vyrobeny další a prodány v rozmezí od 2,5 do 3 milionů dolarů.

Výběr
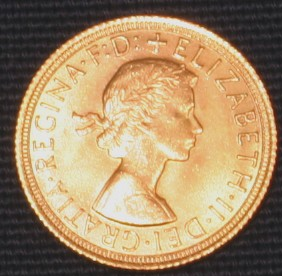
anglický sovereign 1966
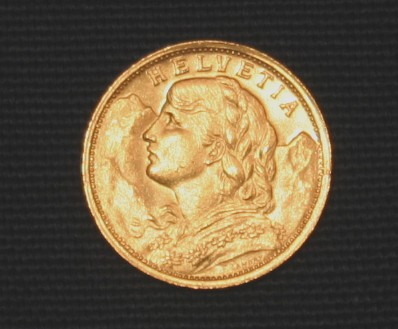
Vreneli 20 franků
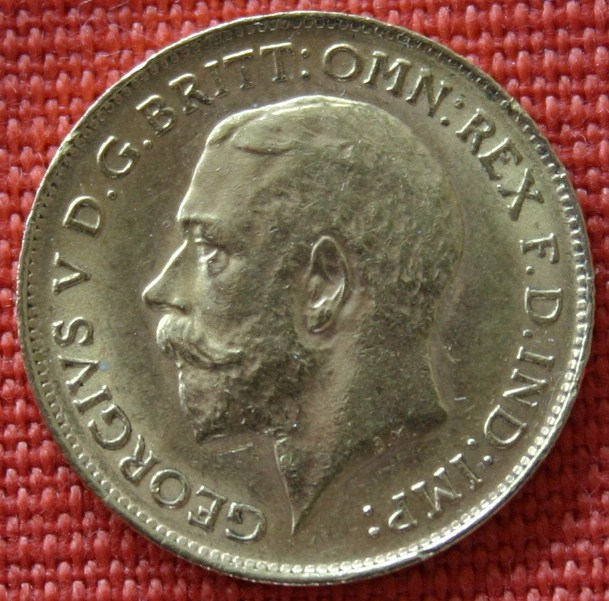
sovereign, 1927
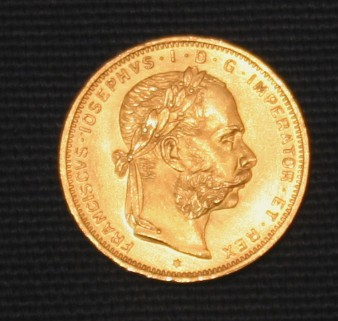
20 rakouských korun
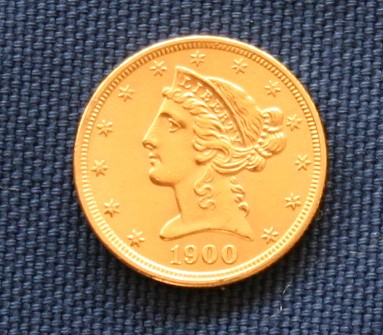
5 dolarů
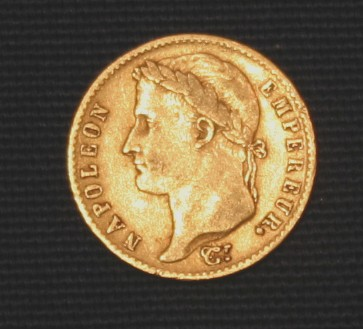
20 franků, Napoleon
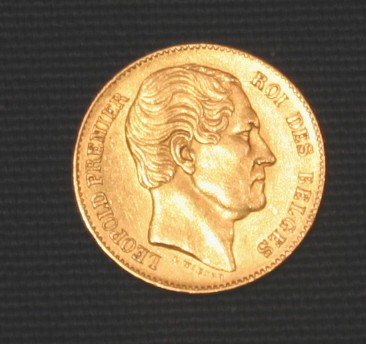
20 franků, Leopold I., belgický král
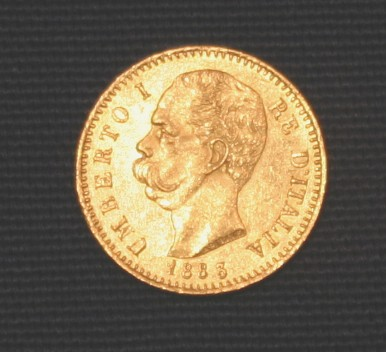
20 lir, Umberto I.

## Známé zlaté mince
| Mince                 | Stát                    | Zavedení           | Zrušení             | Poznámka                                                                     |
| --------------------- | ----------------------- | ------------------ | ------------------- | ---------------------------------------------------------------------------- |
| Dareikos              | Persie                  | 515 př. n. l.      | 348 př. n. l.       | 8,4 g                                                                        |
| Statér                | více                    | 390 př. n. l.      | kolem 320 př. n. l. | 8,2–8,6 g                                                                    |
| Aureus                | Římská říše             | 1. stol. př. n. l. | 324                 | 8,19 g                                                                       |
| Solidus               | Římská a Byzantská říše | 312                | 1092                | asi 4,55 g; zavedl Konstantin I. Veliký                                      |
| Dinár                 | Islámská říše           | 696                | 1543                | 4 g, zavedl chalífa Abdulmalik                                               |
| Augustalis            | jižní Itálie            | 1231               | 1250                |                                                                              |
| Florin                | Republika Florencie     | 1252               | 1531                | předobraz dukátů a zecchino                                                  |
| Dobla                 | Španělsko               | 1252               | 1516                | 4,53 g, nejdůležitější španělská zlatá mince pozdního středověku             |
| Écu d’or              | Francie                 | 1266               | 1654                | 4 g, nejstarší francouzská zlatá mince                                       |
| Dukát                 | Evropa                  | 1284               | 1938                | 3,49 g ryzost 986/1000 = 3,44 g, pův. Benátky                                |
| Zecchino              | Benátská republika      | 1284               | 1797                | Zecchino; předchůdce dukátu                                                  |
| Gulden                | Evropa                  | 1325               | 1867                | rozšířen v celé Evropě                                                       |
| Noble                 | Anglie                  | 1344               | 1470                | druhá anglická zlatá mince                                                   |
| Crown                 | Anglie                  | 1526               | 1663                | ca. 3 g; předchůdce guinejí                                                  |
| Pistole               | Španělsko               | 1556               | 1833                | zavedl Filip II.                                                             |
| Dublon                | Španělsko               | 1556               | 1833                | odpovídal hodnotě 2 escudos                                                  |
| Louis d’or            | Francie                 | 1640               | 1793                | vzorem byly pistole                                                          |
| Guinea                | Velká Británie          | 1663               | 1816                | 8,35 g ryzost 916⅔/1000                                                      |
| Friedrichsdor         | Prusko                  | 1740               | 1850                | vzorem byly pistole, odpovídal 5 tolarům                                     |
| Eagle                 | USA                     | 1792               | 1933                | 10 $ = 16,718 g ryzost 900/1000 = 15,046 g zlata                             |
| Sovereign             | Anglie                  | 1817               | do současnosti      | 1 £ = 7,988 g ryzost 916⅔/1000 = 7,322 g zlata                               |
| Zlatá marka           | Německo                 | 1871               | 1915                | 20 M = 7,965 g ryzost 900/1000 = 7,168 g zlata                               |
| Zlatý jen             | Japonsko                | 1870               | 1932                | 900/1000                                                                     |
| Vreneli               | Švýcarsko               | 1887               | 1949                | mince 10, 20 a 100 franků (většinou 20 Franků, 6,452 g ryzost 900 = 5,806 g) |
| Koruna                | Rakousko-Uhersko        | 1892               | 1924                | 10, 20 a 100 Zlatá koruna, (100 Kr: 33,875 g ryzost 900 = 30,487 g)          |
| Červoněc              | Rusko/SSSR              | 1701               | 1982                | 8,603 g, ryzost 900/1000 = 7,742 g                                           |
| Krugerrand            | Jihoafrická republika   | 1967               | do současnosti      | 33,93 g, ryzost 916,67/1000 = 31,1035 g zlata                                |
| Maple Leaf            | Kanada                  | 1979               | do současnosti      | 1 oz = 31,1035 g, ryzost 999,9/1000                                          |
| Gold Panda            | Čína                    | 1982               | do současnosti      | 1 oz = 31,1035 g, ryzost 999/1000                                            |
| Gold Eagle            | USA                     | 1986               | do současnosti      | 33,93 g, ryzost 916,67/1000 = 31,1035 g zlata                                |
| Nugget                | Austrálie               | 1987               | do současnosti      | 1 oz = 31,1035 g, ryzost 999,9/1000                                          |
| Britannia             | Anglie                  | 1987               | do současnosti      | 34,05 g, ryzost 916,67/1000 = 31,1035 g zlata                                |
| Wiener Philharmoniker | Rakousko                | 1989               | do současnosti      | 1 oz = 31,1035 g, ryzost 999,9/1000                                          |